# Takahashi, Okayama
Takahashi (高梁市 Takahashi-shi) là thành phố thuộc tỉnh Okayama, Nhật Bản. Tính đến ngày 1 tháng 10 năm 2020, dân số ước tính thành phố là 29.072 người và mật độ dân số là 53 người/km². Tổng diện tích thành phố là 547,01 km².

## Địa lý

### Khí hậu
| Dữ liệu khí hậu của Takahashi            | Dữ liệu khí hậu của Takahashi | Dữ liệu khí hậu của Takahashi | Dữ liệu khí hậu của Takahashi | Dữ liệu khí hậu của Takahashi | Dữ liệu khí hậu của Takahashi | Dữ liệu khí hậu của Takahashi | Dữ liệu khí hậu của Takahashi | Dữ liệu khí hậu của Takahashi | Dữ liệu khí hậu của Takahashi | Dữ liệu khí hậu của Takahashi | Dữ liệu khí hậu của Takahashi | Dữ liệu khí hậu của Takahashi | Dữ liệu khí hậu của Takahashi |
| Tháng                                    | 1                             | 2                             | 3                             | 4                             | 5                             | 6                             | 7                             | 8                             | 9                             | 10                            | 11                            | 12                            | Năm                           |
| ---------------------------------------- | ----------------------------- | ----------------------------- | ----------------------------- | ----------------------------- | ----------------------------- | ----------------------------- | ----------------------------- | ----------------------------- | ----------------------------- | ----------------------------- | ----------------------------- | ----------------------------- | ----------------------------- |
| Cao kỉ lục °C (°F)                       | 17.0 (62.6)                   | 22.4 (72.3)                   | 25.8 (78.4)                   | 31.6 (88.9)                   | 34.1 (93.4)                   | 36.7 (98.1)                   | 38.9 (102.0)                  | 39.3 (102.7)                  | 37.0 (98.6)                   | 31.8 (89.2)                   | 25.1 (77.2)                   | 19.2 (66.6)                   | 39.3 (102.7)                  |
| Trung bình ngày tối đa °C (°F)           | 8.5 (47.3)                    | 9.7 (49.5)                    | 13.8 (56.8)                   | 20.1 (68.2)                   | 25.1 (77.2)                   | 27.8 (82.0)                   | 31.6 (88.9)                   | 33.1 (91.6)                   | 28.6 (83.5)                   | 22.7 (72.9)                   | 16.5 (61.7)                   | 10.7 (51.3)                   | 20.7 (69.2)                   |
| Trung bình ngày °C (°F)                  | 2.8 (37.0)                    | 3.7 (38.7)                    | 7.3 (45.1)                    | 12.9 (55.2)                   | 18.1 (64.6)                   | 22.0 (71.6)                   | 26.0 (78.8)                   | 27.0 (80.6)                   | 22.7 (72.9)                   | 16.3 (61.3)                   | 10.1 (50.2)                   | 4.9 (40.8)                    | 14.5 (58.1)                   |
| Tối thiểu trung bình ngày °C (°F)        | −1.2 (29.8)                   | −0.9 (30.4)                   | 1.8 (35.2)                    | 6.6 (43.9)                    | 12.1 (53.8)                   | 17.4 (63.3)                   | 22.0 (71.6)                   | 22.8 (73.0)                   | 18.5 (65.3)                   | 12.0 (53.6)                   | 5.9 (42.6)                    | 1.0 (33.8)                    | 9.8 (49.7)                    |
| Thấp kỉ lục °C (°F)                      | −8.3 (17.1)                   | −10.0 (14.0)                  | −5.5 (22.1)                   | −2.2 (28.0)                   | 1.0 (33.8)                    | 7.6 (45.7)                    | 12.8 (55.0)                   | 15.1 (59.2)                   | 6.5 (43.7)                    | 2.4 (36.3)                    | −2.2 (28.0)                   | −6.1 (21.0)                   | −10.0 (14.0)                  |
| Lượng Giáng thủy trung bình mm (inches)  | 39.4 (1.55)                   | 48.8 (1.92)                   | 90.2 (3.55)                   | 96.9 (3.81)                   | 125.6 (4.94)                  | 166.5 (6.56)                  | 195.2 (7.69)                  | 112.3 (4.42)                  | 162.1 (6.38)                  | 93.0 (3.66)                   | 56.4 (2.22)                   | 46.2 (1.82)                   | 1.230,3 (48.44)               |
| Số ngày giáng thủy trung bình (≥ 1.0 mm) | 5.6                           | 7.2                           | 9.4                           | 9.3                           | 9.6                           | 11.4                          | 11.4                          | 8.7                           | 9.8                           | 6.9                           | 6.4                           | 6.2                           | 101.9                         |
| Số giờ nắng trung bình tháng             | 135.2                         | 130.7                         | 164.7                         | 186.1                         | 193.8                         | 134.8                         | 148.1                         | 182.0                         | 146.0                         | 154.4                         | 135.1                         | 124.1                         | 1.831,2                       |
| Nguồn: Cục Khí tượng Nhật Bản            |                               |                               |                               |                               |                               |                               |                               |                               |                               |                               |                               |                               |                               |